# 麦穗石豆兰
麦穗石豆兰（学名：Bulbophyllum orientale），为兰科石豆兰属下的一个种。

## 扩展阅读
維基物種上的相關：麦穗石豆兰